# Kamienica Mieczysława Pinkusa i Jakuba Lende
Kamienica Mieczysława Pinkusa i Jakuba Lende – kamienica znajdujący się przy al. Kościuszki 1 w Łodzi.

## Historia

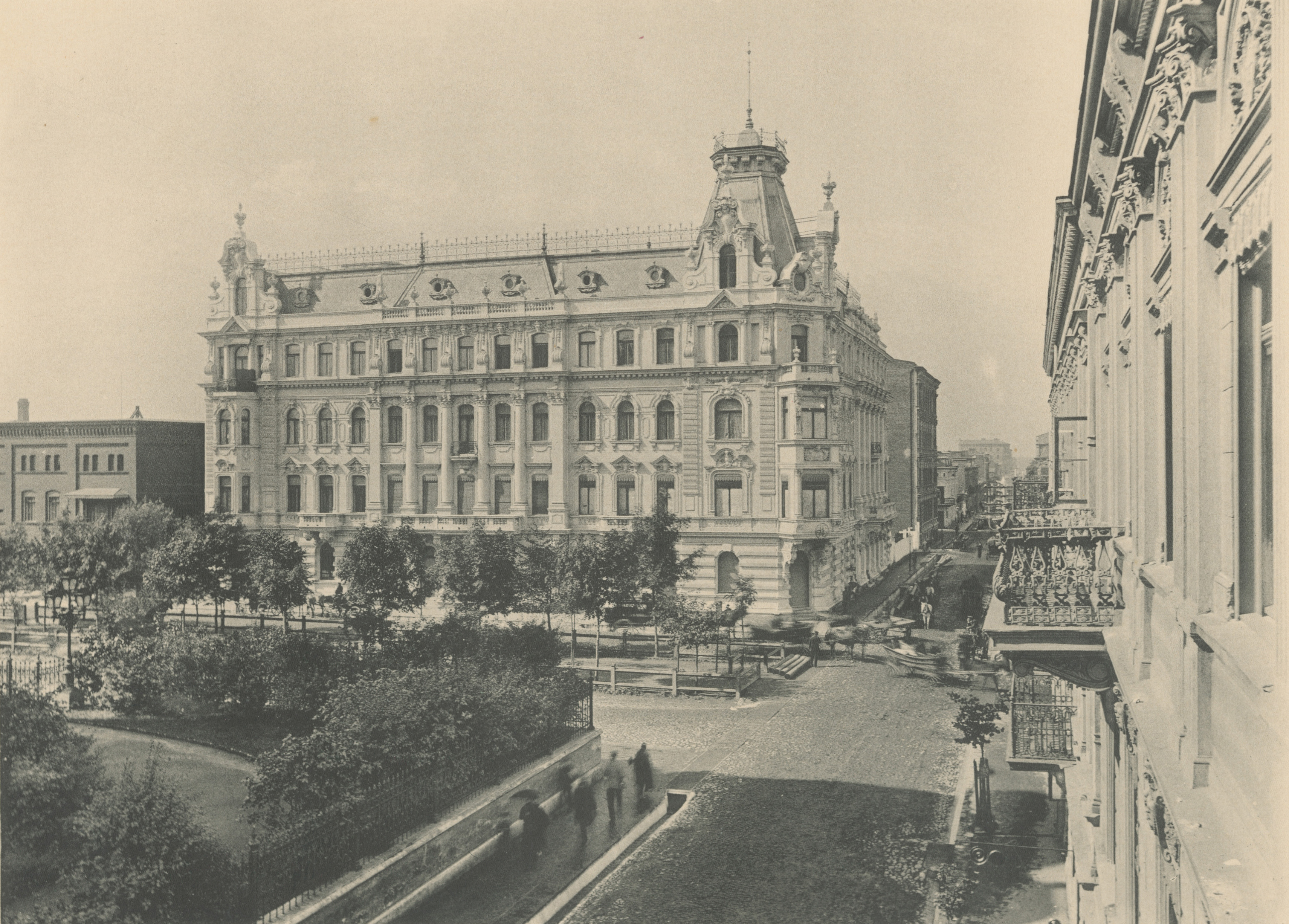
Widok kamienicy w 1896 r.

Mieczysław Pinkus i Jakub Lende w kwietniu 1894 wysłali do władz budowlanych Rządu Gubernialnego Piotrkowskiego pismo z prośbą o zezwolenie na budowę. Do wniosku dołączono projekt kamienicy, podpisany przez Dawida Lande.
W 1896 powstał najwyższy wówczas w mieście budynek mieszkalny. Przez następne 70 lat była to największa kamienica w Łodzi.
Mieczysław Pinkus został w 1939 zmuszony przez Niemców do opuszczenia swojej kamienicy. Budynek zajęto na sztab generała Blaskowitza, a następnie na biura magistratu. W latach 1945–1949 w budynku siedzibę miał Sąd Najwyższy i Sąd Apelacyjny PRL. W 1953 właściciele zostali wywłaszczeni, a własność przejął skarb państwa. Spadkobiercy odzyskali kamienicę w 1993.
Budynek wpisany jest do rejestru zabytków pod numerem A/17 z 4.08.2004.